# Chào mừng đến với N.H.K!
Chào mừng đến với N.H.K! (tiếng Nhật: N・H・Kにようこそ! Hepburn: NHK ni Youkoso!, tiếng Anh: Welcome to N.H.K!) là một tiểu thuyết của tác giả Tatsuhiko Takimoto, được Kadokawa Shoten xuất bản tại Nhật Bản vào ngày 28 Tháng 1 năm 2002. Tiểu thuyết được Tokyopop xuất bản lần đầu sang phiên bản tiếng Anh vào ngày 9 tháng 10 năm 2007. Câu chuyện kì lạ xoay quanh quanh một hikikomori 22 tuổi được sự giúp đỡ từ một cô gái mà anh không hề quen biết, nhưng lại biết rất rõ về anh. Một chủ đề phổ biến xuyên suốt toàn bộ câu chuyện là sự đối phó với những thử thách khó khăn của cuộc sống và cách những con người trong đó phải giải quyết chúng theo góc nhìn thế giới quan của chính bản thân họ. Tác phẩm đã được cấp phép bản quyền tại Việt Nam cho IPM vào ngày 14 tháng 8 năm 2015.
Chào mừng đến với N.H.K! đã được chuyển thể thành một bộ manga gồm 8 tập, được Takimoto viết kịch bản và Kendi Oiwavẽ minh họa. Manga được đăng từng số từ giữa tháng 6 năm 2004 cho đến tháng 6 năm 2007 trên tạp chí Shōnen Ace của Kadokawa Shoten. Khoảng 40 chương của loạt manga được biên tập thành 8 tập tankōbon, phát hành tại Nhật Bản và các nước khác. Phiên bản tiếng Anh của manga được xuất bản bởi Tokyopop, tập đầu tiên phát hành vào tháng 10 năm 2006. Tiểu thuyết cũng đã được chuyển thể thành loạt phim anime truyền hình dài 24 tập, sản xuất bởi Gonzo, phát sóng tại Nhật Bản từ nửa đầu tháng 7 đến giữa tháng 12 năm 2007 trên kênh truyền hình Chiba TV. ADV Films thông báo tại Anime Central về việc giành được quyền phát hành phiên bản tiếng Anh cho anime, DVD đầu tiên được phát hành vào tháng 10 năm 2007 cùng với DVD thứ hai phát hành vào tháng 12 năm 2007. Năm 2008, bộ phim anime trở thành một trong số hơn 30 các tựa phim ADV được Funimation mua để phát hành bản quyền trực tuyến.
Tại Nhật Bản, "NHK" ám chỉ tới truyền hình công cộng Hiệp hội Phát hình Nhật Bản (Nippon Hōsō Kyōkai), nhưng trong phạm vi của bộ phim thì nhân vật chính cho rằng nó là từ viết tắt của Nihon Hikikomori Kyōkai (日本引きこもり協会?, "Tập đoàn Hikikomori Nhật Bản"), một sự tham chiếu tới tuyên bố của nhân vật chính về một thuyết âm mưu mang tính lật đổ do NHK (đài truyền hình này tồn tại ngoài đời thật) gây ra nhằm tạo nên hikikomori. Trong khi các thảo luận cốt lõi của nó hướng tới hiện tượng hikikomori, cốt truyện cũng khám phá nhiều nhóm văn hóa khác của Nhật Bản như: otaku, lolicon và bán hàng đa cấp.

## Nội dung
NHK là đài truyền hình Nhật Bản Nippon Houso Kyokai (Tập đoàn truyền thông Nhật Bản), nhưng nhân vật chính của câu chuyện, Satou Tatsuhiro, lại cho rằng NHK là Nihon Hikikomori Kyokai (Tập đoàn Hikikomori Nhật Bản). Truyện xoay quanh cuộc đời của một nhóm bạn trẻ ở Tokyo, tâm lý và cái nhìn của họ đối với cuộc sống chung quanh, và đưa ra những vấn đề của xã hội Nhật Bản hiện đại như hikikomori, otaku. Tuy nhiên, tác giả đã không đưa ra những bài học đạo đức khô cứng mà thay vào đó là những chi tiết hết sức hài hước và hấp dẫn.
Nguyên bản là một tiểu thuyết sau đó được chuyển thể thành manga, anime. Nội dung phim xoay quanh nhân vật chính Sato Tatsuhiro 22 tuổi - một hikikomori đã ba năm (hikikomori là những người chỉ sống quanh quẩn trong phòng, không làm việc, không giao tiếp xã hội). Cuộc sống hiki của cậu tưởng chừng cứ nhàn nhã mà trôi đi bên trong căn phòng trọ bừa bộn cho đến một ngày, cậu gặp được cô gái kì lạ Nakahara Misaki - người tự nhận có thể chữa chứng hikikomori của cậu. Sau vài lần thuyết phục, Satou đã chấp nhận ký hợp đồng tham gia dự án của Misaki. Liệu người con gái thiên thần này có thể thay đổi số mệnh của Sato?
Một điểm thú vị trong phim là ngoài vấn nạn hiki, người xem còn bắt gặp một số vấn đề nổi cộm trong xã hội Nhật Bản hiện đại như anime otaku, mọt game online, tự tử qua mạng... tất cả đều được các nhà làm phim khai thác một cách khá là hài hước nhưng cũng không kém phần "con người".

## Nhân vật

### Satō
- Tên: Satō Tatsuhiro (佐藤 達広? Tá Đằng Đạt Quảng)
- Seiyuu: Yutaka Koizumi
- Tuổi: 22
- Nghề nghiệp: Làm việc bán thời gian(hiện tại)
- Tiểu sử: Satō là một hikikomori, bỏ học khi đang là sinh viên năm 1 vì cảm thấy lớp học quá đáng sợ. Anh khóa mình trong phòng và sống bằng tiền của cha mẹ gởi cho. Satō chỉ ra ngoài 1 tuần 1 lần để mua thức ăn, và nằm coi TV suốt ngày. Anh cho rằng mình mắc phải căn bệnh hikikomori là do có một tổ chức gọi là Nihon Hikikomori Kyokai (NHK) luôn âm mưu biến anh thành một hikikomori, chứ không phải do lỗi của bản thân. Cho đến một ngày Satō gặp Misaki, một cô gái rất dễ thương. Misaki yêu cầu được giúp đỡ Satō để chữa lành bệnh hikikomori, nhưng Satō xấu hổ, và không muốn thừa nhận mình là một tên thất nghiệp. Vì thế anh hợp sức cùng Yamazaki để thiết kế một trò chơi Bishoujo (Eroge) để chứng tỏ là mình không phải vô dụng.

### Yamazaki
- Tên: Yamazaki Kaoru (山崎 薫? "Sơn Kì Huân")
- Seiyuu: Daisuke Sakaguchi
- Tuổi: 20
- Nghề nghiệp: Sinh viên Thiết kế Game(hiện tại),Chủ nông trại(sau này)
- Tiểu sử: Yamazaki là người quen cũ của Satou khi cả hai còn là học sinh. Cậu ở phòng kế bên Sato, nhưng lại không biết. Hàng ngày Sato cứ nghe thằng điên ở phòng bên cạnh mở nhạc OST anime ồn ào, và cuối cùng anh xông qua phòng bên để đập tên hàng xóm, nhưng hóa ra lại là người quen. Yamazaki biết Satō đang thất nghiệp, nên đề nghị hợp tác làm một game Bishoujo. Trước viễn tưởng trở thành chuyên gia thiết kế game giàu có, Sato đồng ý ngay. Tuy nhiên, Yamazaki có những vấn đề của riêng mình: cậu là một otaku,lolicon,mọt game ero, và luôn cho rằng các cô gái trong game và anime là hoàn hảo, không như phụ nữ thật ngoài đời.

### Misaki
- Tên: Nakahara Misaki (中原 岬? Trung Nguyên Giáp)
- Seiyuu: Yui Makino
- Tuổi: 18
- Nghề nghiệp: Nhân viên quán café manga(hiện tại),Sinh viên Đại học(sau này)
- Tiểu sử: Misaki là một cô gái bí ẩn đã gặp Satou và đề nghị được giúp đỡ anh chữa bệnh hikikomori (chứng bệnh khiến người ta sống phụ thuộc vào người khác, chỉ quanh quẩn trong phòng, không làm việc, không giao tiếp xã hội). Misaki đúng bản chất là một cái bẫy theo kiểu girl-next-door (những cô gái có style dễ thương và dễ gần) nhưng thực chất cô cũng chỉ là một kẻ phụ thuộc, một kẻ lôi kéo người khác vào âm mưu "ma" của mình và là một kẻ nói dối. Từ đó, mỗi tối, Satou phải đến công viên mỗi để dự những buổi học trị bệnh hikikomori của Misaki. Lúc đầu Satou nghĩ rằng cô bé là một thiên thần để giúp đỡ mình, nhưng sau vài buổi học, anh nhận ra rằng Misaki còn dốt hơn mình, mặc dù những điều cô ta đang làm lại đôi khi giúp anh cảm thấy tự tin hơn. Satou dần khám phá ra ý định của Misaki, và quá khứ bí mật đen tối của cô bé. Misaki đã đẩy nhu cầu bệnh hoạn của mình lên cao trào khi Tatsuhiro không đáp trả lại tình cảm của cô - kết quả là cô nhảy xuống vách núi.

### Hitomi
- Tên: Kashiwa Hitomi (柏 瞳? Bách Đồng)
- Seiyuu: Sanae Kobayashi
- Tuổi: 24
- Nghề nghiệp: Công chức

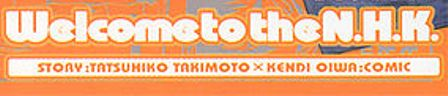
Bìa manga tập 4.

- Tiểu sử: Hitomi là senpai của Satou, khi ở trường cô và Sato từng là 2 thành viên duy nhất của nhóm câu lạc bộ Văn học. Hitomi có tính tình kỳ quặc, và cũng chính cô là người truyền cho Sato những tư tưởng về Nihon Hikikomori Kyokai. Sau khi ra trường, Hitomi có công việc và bạn trai tốt, nhưng thường xuyên bị áp lực, và hay sử dụng thuốc an thần.Sau đó,Hitomi và Sato tình cờ gặp lại nhau ở ngoài đường.

## Truyền thông

### Light Novel
Chào mừng đến với N.H.K! là một tiểu thuyết 192 trang viết bởi Tatsuhiko Takimoto, cùng với trang bìa được vẽ bởi tác giả của Serial Experiments Lain nổi tiếng là Yoshitoshi ABe. Tiểu thuyết được Kadokawa Shoten xuất bản lần đầu vào ngày 28 tháng 1 năm 2002 tại Nhật Bản, và khổ in bunko cũng phát hành vào năm 2005. Theo tác giả Tatsuhiko Takimoto, ý tưởng của câu chuyện hình thành trong một đêm như một kết quả của một writer's block (khó khăn ý tưởng).Tatsuhiko Takimoto đã gọi điện cho Yūya Satō, một người bạn cũng là một người viết tiểu thuyết và hỏi rằng: "Ngày mai ở đó là một cuộc thảo luận tại Kadokawa Shoten, nhưng tôi vẫn chưa nghĩ ra được một câu chuyện, xin hãy nghĩ giúp một điều gì đó." Và sau đó, cả hai người nán lại trong một nhà hàng gia đình lúc tối muộn cho đến khi họ gần tiệm cận với Chào mừng đến với N.H.K!.

### Manga
Loạt manga được minh họa bởi họa sĩ manga Kendi Oiwa. Nó được đăng từng số trong tạp chí manga Shōnen Ace của nhà xuất bản Kadokawa Shoten từ ngày 26 tháng 6 năm 2004 đến tháng 6 năm 2007. Bốn mươi chương của loạt manga đã được biên tập lại thành 8 tập giới hạn tại Nhật Bản. Tokyopop cấp phép manga cho phiên bản tiếng Anh, và tập đầu tiên đã được phát hành vào ngày 10 tháng 10 năm 2006. Phiên bản manga khác đi so với nguyên tác gốc sau đó trong cốt truyện. Sau khi việc cấp phép bản quyền của Tokyopop kết thúc, Viz Media đã lựa chọn phát hành manga vào năm 2015.
Vào tháng 11 năm 2005, bản giới hạn của tập manga tiếng Nhật thứ tư được xuất bản cùng với mô hình Misaki, nguyên do dẫn đến doanh số manga tăng vọt, và nó đã từng một lần đứng thứ ba tại Amazon Nhật Bản về doanh thu. Bản in giới hạn tập thứ sáu được phát hành trong tháng 11 năm 2006, bao gồm bản sao khó kiếm của bishōjo game từ manga là: True World: Shinjitsu no Sekai. Một trò chơi đã được viết bởi Takimoto Tatsuhiko, thiết kế nhân vật là Oiwa Kendi, việc sản xuất được thực hiện bởi Circus (nổi tiếng với D.C.: Da Capo). Bản in giới hạn của tập thứ tám được bao hàm một chứng chỉ tốt nghiệp từ khi đang là một hikikomori.

### Anime
Một bộ phim anime chuyển thể gồm 24 tập, được sản xuất bởi Gonzo và đạo diễn bởi Yamamoto Yusuke, phát sóng toàn Nhật Bản từ giữa ngày 9 tháng 7 đến ngày 17 tháng 12 năm 2006 trên kênh truyền hình Chiba TV, phát muộn hơn tại các hệ thống trạm JAITS khác. Một trạm ANN địa phương tại Hiroshima là Hiroshima Home Television, đã phát sóng bộ phim từ ngày 16 tháng 7 đến ngày 23 tháng 12 năm 2006. Chương trình được điều phối bởi Nishizono Satoru, thiết kế nhân vật nổi bật bởi Yoshida Takahiko, phần âm nhạc được giám sát bởi Fukuda Masao. ADV Films đã cấp phép bản quyền bộ phim khoảng chừng $240,000, và phát hành phiên bản DVD tiếng Anh đầu tiên vào tháng 10 năm 2007. Năm 2008, bản quyền cấp phép tiếng Anh đã được chuyển giao cho Funimation. Siren Visual đã cấp phép bản quyền bộ phim cho việc phát hành phim tại Australia và New Zealand.
Bộ phim có bốn bản nhạc chủ đề; hai bài hát mở đầu và hai bài hát kết thúc. Bài hát chủ đề mở đầu thứ nhất là "Puzzle" (パズル Pazuru?), được viết lời bởi Ito Rieko, soạn nhạc bởi Katsutoshi Kitagawa, và trình diễn bởi Round Table nổi bật Nino. Bài hát chủ đề mở đầu thứ hai là sự phối trộn của bài hát đầu tiên mang tên "Puzzle (extra hot mix)" (パズル－extra hot mix－?), được lựa chọn thực hiện bởi cùng những người trong nhóm thực hiện bài hát đầu tiên. Bài hát chủ đề kết thúc đầu tiên được sử dụng từ tập đầu đến tập mười hai là  "Odoru Akachan Ningen" (踊る赤ちゃん人間?, đại ý. "Điệu nhảy đứa trẻ con người"), được viết bởi Otsuki Kenji, sáng tác nhạc bởi Kitsutaka Fumihiko, giọng ca nổi bật là Otsuki và Kitsutaka. Bài hát chủ đề thứ hai được sử dụng cho các tập phim còn lại là "Modokashii Sekai no Ue de" (もどかしい世界の上で?, đại ý. "Phía trên một thế giới bực bội"), được viết và soạn nhạc bởi Sasakura Yugo, Shimada Masanori biên khúc và Makino Yui trình diễn.
| Tập phim | Tựa đề                                | Nội dung |
| -------- | ------------------------------------- | --- |
| Tập 1    | Chào mừng đến với dự án !             | Chào mừng đến với dự án! Ai là Sato vậy? Satou tự giới thiệu về mình. Misaki nhấn chuông nhà Sato.                                                       |
| Tập 2    | Chào mừng đến với Nhà thiết kế Game ! | Chào mừng đến với Nhà thiết kế Game! Sato và Yamazaki ăn mừng gặp lại nhau. Sato nói dối với Misaki rằng mình đang sáng tạo một game rất vĩ đại!         |
| Tập 3    | Chào mừng đến với những cô gái đẹp !  | Chào mừng đến với những cô gái đẹp! Yamazaki tặng Sato một số game Bishoujo để làm tư liệu nghiên cứu. HDD của Satou bị mấy cô gái đẹp xâm chiếm!        |
| Tập 4    | Chào mừng đến với thế giới mới!       | Chào mừng đến với thế giới mới! Sato được đến với thế giới của OTAKU! Hitomi và Sato đi uống nước.                                                       |
| Tập 5    | Chào mừng đến với buổi học đầu tiên!  | Chào mừng đến với buổi học đầu tiên! Satou thú nhận với Misaki. Chào mừng đến với Sigmund Freud, rắn biển, súng và táo.                                  |
| Tập 6    | Chào mừng đến với lớp học!            | Chào mừng đến với lớp học! Misaki kể với Satou rằng Yamazaki có bạn gái rất xinh!                                                                        |
| Tập 7    | MORATORIUM ni youkoso!                | Chào mừng đến với kế hoãn binh! Mẹ của Satou đến thăm. Lỡ nói dối với mẹ rằng mình có việc làm và bạn gái rồi!!                                          |
| Tập 8    | CHINATOWN ni youkoso!                 | Chào mừng đến với phố người Hoa! Misaki giả làm bạn gái của Satou. 3 người đi ăn ở nhà hàng Trung Hoa.                                                   |
| Tập 9    | Natsu no hi ni youkoso!               | Chào mừng đến với mùa hạ! Satou đang yêu! <3 |
| Tập 10   | DARKSIDE ni youkoso!                  | Chào mừng đến với phe bóng tối! Satou và Yamazaki theo dõi Misaki; phát hiện ra nhà của cô ở trên đồi, rất to, và từ đó có thể nhìn thấy hết nhà của họ! |
| Tập 11   | Inbou ni youkoso!                     | Chào mừng đến với những âm mưu! Hitomi đến nhà Satou ở qua đêm!                                                                                          |
| Tập 12   | Ofu kai ni youkoso!                   | Chào mừng đến với cuộc họp Offline! Hitomi rủ Satou cùng đi chơi đảo.                                                                                    |
| Tập 13   | Tengoku ni youkoso!                   | Chào mừng đến với Thiên đàng! Hóa ra Hitomi và các bạn đến đây để tự sát tập thể!                                                                        |
| Tập 14   | Genjitsu ni youkoso!                  | Chào mừng đến với thực tại! Thôi sợ lắm, không tự sát đâu!                                                                                               |
| Tập 15   | FANTASY ni youkoso!                   | Chào mừng đến với thế giởi ảo! Satou âm mưu làm giàu bằng cách chơi game MMORPG.                                                                         |
| Tập 16   | GAMEOVER ni youkoso!                  | Chào mừng đến với Gameover! Satou bị game over. |
| Tập 17   | HAPINESS ni youkoso!                  | Chào mừng đến với hạnh phúc! Satou gặp Megumi, được chỉ cho cách làm giàu!                                                                               |
| Tập 18   | NO FUTURE ni youkoso!                 | Chào mừng đến với tương lai đen tối! Satou bị lừa! |
| Tập 19   | Aoi tori ni youkoso!                  | Chào mừng đến với chim xanh! Megumi bị tóm cổ. |
| Tập 20   | Fuyu no hi ni youkoso!                | Chào mừng đến với mùa đông! Yamazaki bỏ học về cày ruộng.                                                                                                |
| Tập 21   | RESET ni youkoso!                     | Chào mừng đến với reset! Satou và Misaki đi chơi. Misaki đi lạc.                                                                                         |
| Tập 22   | Kamisama ni youkoso!                  | Chào mừng đến với Thượng đế! Satou âm mưu ecchi với Hitomi. Misaki ghen.                                                                                 |
| Tập 23   | Misaki ni youkoso!                    | Chào mừng đến với Misaki! Misaki sắp cho Satou tốt nghiệp.                                                                                               |
| Tập 24   | NHK ni youkoso!                       | Chào mừng đến với NHK! Misaki nói vĩnh biệt! Satou đối đầu với trùm tổ chức NHK!                                                                         |